# Aleksandr Starunin
Aleksandr Iwanowicz Starunin, ros. Александр Иванович Старунин (ur. 1899 we wsi Jelchowka w obwodzie gorkowskim, zm. ?) – radziecki wojskowy (pułkownik), wykładowca na kursach Sonderstab "R" podczas II wojny światowej.
W 1919 r. wstąpił do wojsk bolszewickich. Brał udział w walkach z Białymi. Dowodził plutonem, a następnie kompanią. Objął funkcję komendanta szkoły pułkowej przy jednym z pułków strzeleckich. W 1933 ukończył studia na wydziale wschodnim akademii wojskowej im. Frunze w Moskwie, po czym służył jako oficer sztabowy w Głównym Zarządzie Wywiadowczym Sztabu Generalnego Armii Czerwonej. W listopadzie 1937 r. doszedł do funkcji pełniącego obowiązki szefa 1 Oddziału Zarządu. Od maja 1939 r. wykładał taktykę w akademii wojskowo-medycznej w Kujbyszewie. Był autorem artykułów o tematyce wojskowej. W sierpniu 1941 r. w stopniu pułkownika został szefem oddziału wywiadowczego 311 Dywizji Strzeleckiej. Po wyjściu dywizji z okrążenia w rejonie Czudowa, podczas którego poniesiono bardzo duże straty, płk A. I. Starunin został aresztowany przez NKWD. Po procesie skazano go na karę 2,5 miesiąca aresztu domowego.
Pod koniec stycznia 1942 r. objął dowództwo 191 Dywizji Strzeleckiej. Pod koniec lutego tego roku został szefem sztabu dywizji, zaś w kwietniu powrócił na stanowisko dowódcy. Wkrótce dostał się do niewoli niemieckiej. W obozie jenieckim podjął kolaborację z Niemcami. Od 1942 r. był wykładowcą na kursach wywiadu wewnętrznego w okupowanej Warszawie organizowanych przez Sonderstab "R". Dalsze jego losy po zakończeniu wojny nie są znane.